# Pitila Mosquera
Matilde Mosquera Vázquez, conocida como Pitila Mosquera (La Coruña, 27 de agosto de 1930-Madrid, 18 de agosto de 2001) fue una hostelera y gastrónoma española.

## Biografía
Formó parte de la diáspora española en París en la década de 1960 y fue musa de pintores, poetas, actores y escritores.  En París conoció a Carlos Hormaechea Piqué —director creativo de una agencia de publicidad y realizador en RTVE— con el que regresó a España y montó su primer restaurante Sacha en Sitges, que pese a ser distinguido por la revista Elle como el mejor del Mediterráneo debe cerrar por un brote de cólera en 1971. Con el dinero que les quedó y la ayuda de sus numerosos amigos inauguraron en Madrid en 1972 el restaurante Botillería y Figón Sacha, en honor a su hijo, Sacha Hormaechea, quien mantiene el negocio en la actualidad.
Fue amiga de la intelectualidad española de los años 70 y 80 y compartió mesa habitualmente con escritores y críticos como Xavier Domingo.
Su marido falleció en 1978 y desde entonces evitó hablar de los años compartidos pero siguió al frente del restorán hasta su muerte en 2001.
Entre los platos que dieron fama a su restaurante se encuentran el lenguado a la meunière, las crepes o el cóctel de gambas, pero, sobre todo, su establecimiento fue referente de la noche madrileña como lugar de encuentro de políticos, empresarios, artistas y bohemios y por hacer suya la frase «lo que pasa en Sacha, se queda en Sacha».

## Premios y reconocimientos
- Cavaleira de la Cofradía del Vino de Oporto.[9]
- Homenaje póstumo de los hosteleros gallegos.[10]